# Хаттори Рансэцу
Хаттори Рансэцу (яп. 服部 嵐雪, 1654–1707) — японский поэт школы Басё. Появился на свет в Эдо (Токио), в семье сильно обедневшего самурая провинции Авадзи. При рождении имел имя Хаттори Харусукэ. После тридцати лет сменил имя на Рансэцу, что значило «снежный шторм», «метель». Он рано начал интересоваться поэзией; уже в 1675 году он вступил в число учеников Басё.
Басё высочайшим образом оценивал деятельность своего ученика, считая его одним из двоих лучших, наряду с Кикаку. Он включал его стихи в свои антологии и однажды написал о нем: «Я не знаю никого, равного Рансэцу в поэтической простоте».
В 1686 году Рансэцу ушел со службы, отнимавшей у него много времени, и стал профессиональным учителем поэзии, став одним из Десяти философов — учеников Басё, основателей поэтических школ. Школа Рансэцу при его жизни носила название «Сэцумон», а затем была переименована в «Рансэцу Рю». Школа издала два сборника стихов: в 1690 году вышел первый сборник — «Соно-фукуро», а в 1774 году второй, который назывался «Рансэцу бунсю». В сборники не вошли произведения поэтов других школ, что вызвало бурное негодование в поэтической среде и, вероятно, именно поэтому ни одно из стихотворений Рансэцу не вошло в антологию «Сарумино» («Соломенный плащ обезьяны»), составленный учениками Басё.
После смерти Басё деятельность Рансэцу ограничивалась узкими рамками собственной школы. В последние годы жизни стал дзэнским монахом.
О Рансэцу высоко отзывался Ёса Бусон, считавший себя его учеником, а самого Рансэцу — одним из четырех лучших мастеров хайку всех времен. Упоминание о стихах Рансэцу можно встретить в дорожном дневнике Басё «Путешествие в Касиму»

## Цитаты
Я в полночь посмотрел:
Переменила русло
Небесная река.
Цветок… и ещё цветок…
Так распускается слива,
Так прибывает тепло.
Осенняя луна
Сосну рисует тушью
На синих небесах.
Вот листок упал,
Вот другой летит листок
В вихре ледяном.
(перевод Веры Марковой)